# Ghost House (computerspel)
Ghost House (Japans: ゴーストハウス) is een videospel voor het platform Sega Master System. Het spel werd uitgebracht in 1986.

## Ontvangst
| Beoordeeld door                | Jaar | Score |
| ------------------------------ | ---- | ----- |
| Game Freaks 365                | 2006 | 89    |
| Génération 4                   | 1987 | 80    |
| Defunct Games                  | 2007 | 75    |
| Tilt                           | 1988 | 65    |
| ASM (Aktueller Software Markt) | 1988 | 58    |
| GamesCollection                | 2007 | 55    |
| Retrogaming History            | 2008 | 40    |
| Power Play                     | 1988 | 40    |
| Retrogaming.it                 | 2008 | 40    |
| The Video Game Critic          | 2001 | 16    |